# Etter Ödön
Etter Ödön esztergomi ügyvéd, lokálpatrióta. A Komárom-Esztergomi ügyvédi kamara volt elnöke, a Magyar Ügyvédi Kamara volt elnökségi tagja, a Magyar Érdemrend Lovagkeresztjének kitüntetettje.

## Életrajz
A Pannonhalmi Gimnáziumba járt, majd az esztergomi István Gimnáziumban érettségizett le. Jogi diplomáját a Janus Pannonius Tudományegyetem Állam- és Jogtudományi Karán 1976-ban szerezte, 1979-ben jogi szakvizsgát tett.
Életpályáját nagyban meghatározták felmenői. Szülei ötgyermekes családból származtak, Nagyapja, Etter Ödön a helyi Takarékpénztár elnök-vezérigazgatója volt, nagybátyja, Etter Jenő Esztergom város polgármestere a második világháború alatt, míg édesapja, Etter Kálmán szintén ügyvéd.
1983-ban megalapította az Esztergom Barátainak Egyesületét, és tevékeny tagja az Országos Városvédő Egyesületek Választmányának is.
1990-ben, kezdeményezésére jött létre az Esztergomi Városi Televízió, amelynek tíz éven keresztül főszerkesztője is volt.
1992-1998 között önkormányzati képviselő, a városfejlesztési bizottság elnöke, jelenleg[mikor?] a közbeszerzési bizottság külsős tagja. 
2014. február 5. napjától 2018. november 23. napjáig a Komárom-Esztergom Megyei Ügyvédi Kamara elnöke, jelenleg[mikor?] vezető fegyelmi biztosa.
2018. szeptember 17-én a Magyar Érdemrend Lovagkeresztje kitüntetést kapott Áder János köztársasági elnöktől, amit a Magyar Ügyvédi Kamara budapesti székházában vett át. Az elismerést ügyvédi munkája mellett Esztergom városában végzett lokálpatrióta munkájáért is kapta.
2019. február 25-én megválasztották a Magyar Ügyvédi Kamara elnökségi tagjává.

## Díjai, elismerései
- Komárom-Esztergom Megyei Ügyvédi Kamara „Ügyvédségért” díja (2015)
- Magyar Érdemrend Lovagkeresztje (2017)[6]